# Ройлос, Георгиос
Георгиос Ройлос (греч.  Γεώργιος Ροϊλός , Стемнитса, Аркадия, 1867 — Афины, 28 августа 1928) — греческий художник «Мюнхенской школы». В своём творчестве уделял внимание исторической тематике и портрету.

## Биография
Георгиос Ройлос родился в 1867 году в селе Стемнитса, Аркадия, Пелопоннес. Учился живописи первоначально в афинской Школе искусств у Никифора Литраса. В 1888 году, получив стипендию, отправился в Мюнхен, чтобы продолжить учёбу у Николая Гизиса.
В 1890 году уехал в Париж для завершения учёбы у Benjamin Constant и Paul Laurence. В 1894 году вернулся в Афины и годом позже был назначен преподавателем на кафедре «Скульптурографии» (греч. Αγαλματογραφίας) Высшей школы изящных искусств.
В 1903 году уехал в Лондон, где вступил в местный художественный союз. Затем жил в Ливерпуле, где прожил 2 года и был избран членом академии города. Принимал участие в различных выставках. Вернулся вновь в Афины в 1908 году и с 1910 по 1927 год возглавлял кафедру живописи по маслу в Высшей школе изящных искусств. Будучи преподавателем живописи вместо Яковидиса с 1910 года отклонился от академических тенденций, интересуясь в основном обновлением преподавания и придавая ему большую свободу.

## Тематика
В своих картинах Гергиос Ройлос отражал различные темы: военнослужащие на полях сражениях греко-турецкой войны 1897 года и Балканских войн 1912-13 годов, а также исторические темы, портреты, пейзажи. Был полевым художником вместе с Василием Хадзисом, который был призван на флот и художницей Флора-Каравиа, Талия.
В греко-турецкой войне 1897 года Георгиос Ройлос был мобилизован и познал вблизи атмосферу войны, разные эпизоды которой он отразил в своих картинах. Во время Балканских войн он вновь оказался на фронте, на котором отображал события в своих записках и работах.
«Рисуя с натуры быструю смену военных событий, в пыли боя, художник организовывает сцену картины не акцентируя внимание на какой либо центральный элемент и не делая картину статической. К примеру, в одной из картин он расположил короля Константина вне центра и не делает его большим и более величественным по отношению к остальных лицам картины».
В своих ранних работах художник выражает в основном немецкий академизм «Мюнхенской школы». Однако уже в его ранних работах, и в основном в пейзажах, ощущается попытка Георгиоса Ройлоса внедрить импрессионизм в греческую живопись.
Кроме портретов и исторических сцен Георгиос Ройлос писал картины на мифологические и религиозные темы, бытовые сцены, натюрморты.
Его внимание также привлекали гравюра на меди и карикатура.

## Работы по маслу
- Женский портрет (1884, Национальная художественная галерея (Афины))
- Мужской портрет (1884, Национальная галерея)
- Автопортрет (1889, Национальная галерея, Коллекция Кутлидиса)
- Бой при Фарсале, 23 апреля 1897 (Национальная галерея, Коллекция Кутлидиса)
- Бой при Фарсале (Национальная галерея, Коллекция Кутлидиса)
- Бой при Фарсале (1901) Галерея Авероф, Метсово
- Война 1897 года (Коллекция Эвтаксиаса)
- Воспоминания 1897 года (частная коллекция.)
- Смерть сержанта «эвзонов» (гвардии) (Коллекция Левентиса)
- Портрет Димитриса Викеласа (Национальная галерея)
- Портрет Иона Драгумиса, Афины, Национальный исторический музей
- Портрет адмирала Софокла Дусманиса, Пирей, Морской музей
- Корзина с черешней (Национальная галерея ,Коллекция Кутлидиса)
- Солдат (Национальная галерея, Коллекция Кутлидиса)
- Выход греческой армии из Кресненского ущелья (Сражение в Кресненском ущелье) (частная коллекция)
- Атака эвзонов (Частная коллекция)
- Греческие моряки подбирают тело патриарха Григория из Босфора (Национальная художественная галерея (Афины)).
- Сражение Священного отряда — Сражение при Драгашани (Муниципальная галерея Афин)
- Турки отбирают греческих мальчиков в янычары (Национальная галерея, Коллекция Кутлидиса)
- В хирургической операционной (Национальная галерея)
- Портрет Александра Сутсоса
- Портрет Янниса Гураса(1920, Национальный исторический музей)
- Портрет Георгия Бубулиса (1905), Музей Бубулины, Спеце
- Портрет Ефросиньи Бубули (1905), Музей Бубулины, Спеце[9]
- Деревня-дома (Муниципальная библиотека Афин)
- Пейзаж с рекой (Национальная галерея , Коллекция Кутлидиса) и др.

## Галерея
- Бой у Фарсала −1897
- Филологическое общество Парнасс — Провеленгиос, Аристоменис-Сурис, Георгиос- Паламас, Костис-Полемис, Иоаннис- Дросинис, Георгиос-Стратигис, Георгиос